# Theodor Hauch-Fausbøll
Paul Theodor Sofus Emmanuel Hauch-Fausbøll, född 3 januari 1879, död 30 mars 1948, var en dansk personhistoriker.
Theodor Hauch-Fausbøll blev direktör för Dansk genealogisk Institut från 1909, och utgav en mängd genealogiska och personhistoriska arbeten. Bland dessa märks Slægthaandbogen (1900), Patriciske Slægter, 2-5 (1911–1930, 2–3 tillsammans med Hans Rudolf Hiort-Lorenzen, 5 tillsammans med Sigvard Nygård), Danmarks Præstehistorie 1884—1911 (2 band, 1912–1932, tillsammans med Max Grohshennig, Haandbog over den ikke naturaliserede Adel (1917, 1933) samt De kgl. danske Ridderordner og Medailler (1929).